# Kirk Fogg
Kirk Fairbanks Fogg (* 18. September 1959 in Los Angeles, Kalifornien) ist ein US-amerikanischer Schauspieler und Fernsehmoderator.

## Leben
Sein Filmdebüt gab er im Jahr 1989 als Matt in dem Science-Fiction-Film Alien Terror  von Richard W. Haines. Einen größeren Bekanntheitsgrad erlangte er als Moderator von 120 Folgen der Spielshow Legends of the Hidden Tempel, die vom 11. September 1993 bis zum 29. Dezember 1995 auf Nickelodeon ausgestrahlt wurde. Als Drehbuchautor, Produzent und Regisseur schuf er die Filme Yeah Vous! und Distortion. In beiden Filmen trat er als Darsteller auch vor die Kamera. Darüber hinaus war er in über 300 Werbespots zu sehen.
Kirk Fogg ist seit 1998 verheiratet und hat mit seiner Frau Rosemary zwei Söhne.

## Filmografie
- 1989: Alien Terror (Alien Space Avenger)
- 1995: Smoke n Lightnin
- 1998: Yeah Vous!
- 2004: Veronica Mars (Fernsehserie, 1 Folge)
- 2006: Distortion

## Fernsehshow
- 1993–1995: Legends of the Hidden Tempel